# Birgitta Lass Andersson
Birgitta Lass Andersson, Brigitta Lars Anderssons eller Birgitta Andersdotter var en svensk hovfunktionär hos Gustav Vasa under 1500-talet. Hon var barnskötare hos Gustav Vasas och drottning Margareta Eriksdotter (Leijonhufvud)s barn och även drottningens gunstling och förtrogna och en klok gumma för drottningen och dennas syskon. 
Birgitta beskrivs som drottning Margareta Leijonhufvuds förtrogna trotjänare och framstår som något av en gunstling i hovbetjäningen. Det framstår som tydligt att hon hade insyn i Margaretas affärer och utförde vitt skilda uppgifter åt henne. När Margareta år 1545 gjorde förlust efter att ha lånat ut pengar för inköp av spannmål till Anders Persson i Nyköping, fick hon några år senare tillbaka lånet genom förmedling av Birgitta. 
Både drottningen och hennes syster Märta Sture satte uppenbarligen stort värde på Birgitta och värderade hennes tjänster, särskilt ifråga om sjukvård. Den 15 mars 1549, då drottningen under ett besök på Näs i Dunkers socken, rekommenderade hon Birgitta, som just då skötte hennes egen hälsa, i ett brev till sin syster Märta Sture, som då var sjuk, och sände henne till systern för att vårda henne. Behandlingen uppges ha blivit lyckad, och Birgitta tycks ha fungerat som en slags personlig läkare för drottningen och hennes syskon. År 1551 sände Margareta återigen Birgitta som sjukvårdare till Märta under dennas sjukdom, trots att hon helst hade velat behålla hennes hos kungabarnen just då, eftersom hon skull åtfölja kungen på en resa. 
Birgitta omnämns som barnskötare: hon var anställd i personalen i "Barnastugan" i det kungliga hushållet, och ingick alltså i den personal som hade hand om kungabarnen: det är bekräftat att kungabarnen hade sitt eget hushåll från i alla fall 1540. Hovpersonalen är i övrigt mycket fragmentariskt känd under denna tid, men förutom Birgitta nämns drottning Margareta släkting "Jungfru Margareta" och en adlig änka, Ingrid Amundsdotter, som på 1540-talet förlänas rätten att uppbära kungligt saköre bland sina bönder för sin trotjänst, förutom Kristina Gyllenstierna och drottningens mor Ebba Eriksdotter (Vasa), som enligt rumsfördelningen ofta fanns i drottningens närhet. Birgitta tycks ofta ha anlitats för kungabarnen särskilt när kungaparet var på resa utan barnen och dessa hade lämnats i drottningens släktingars, Ebba Eriksdotter (Vasa)s, Kristina Gyllenstiernas och kusin Margaretas vård. 
I augusti 1551 insjuknade Margareta på Bryggholmen vid Mälaren utanför Enköping: Den 15 augusti meddelade kungen hennes syster och svåger Märta och Svaten Sture samt Kristina Gyllenstierna och bad dem komma dit, och sedan de den 17 augusti flyttat till Tynnelsö meddelades Birgitta Lass Andersson om sjukdomen: det var flera dagar före 23 augusti, då kungens läkare Valentin bårdskärare tillkallades från Nyköping. 
Efter drottning Margaretas död 1551 fick Birgitta inkomsten från "biskopsdelen av tionderna vid Runtuna kyrka uti Nyköpings län" på livstid i förläning av kungen. 